# Worldbeat
Worldbeat este un gen muzical ce se refera în primul rand la un amestec de muzică pop Occidentală cu muzica folk sau influențe world music. Termenul este similar prin definiție cu alte tipuri categorii ce se referă care se referă la o polenizare încrucișată de genuri contemporane și rădăcini de genuri, și care sugerează un contrast ritmic, armonic sau textural între elementele sale moderne și etnice.

## Istorie
Worldbeat creat ca gen, a apărut în mijlocul anilor 1980 când artiști populari, mainstream au început să încorporeze influențe world music în sunetul lor. Inițial, cele mai importante influențe au venit din Africa, Irlanda, Asia, the Orientul Mijlociu și America Latină, deși include acum o gamă tot mai largă a diversității etnice. Acesta a rămas un sub-gen înfloritor a muzicii populară și world, în timp ce continuă să influențeze artiști noi, în special cei ce figurează pe listele crescînde de astăzi ale caselor de discuri independente (exemple de artiști în secțiunea 3 a acestui articol). Unele dintre cele mai de succes elementele folk integrate de Worldbeat includ muzica celtică, Afrobeat, Mbaqanga, qawwali, highlife, rai, raga, samba, flamenco și tango.

## Terminologie
Worldbeat este înrudit cu World fusion și Global fusion, fiecare dintre acestea în primul rând se manifestă ca un amestec al tradiției muzicii etnice și muzică occidentală populară. Aceste genuri muzicale particulare pot reflecta, de asemenea, într-un amestec-încrucișat a mai multor arome  ’’tradiționale’’, producînd expresii hibride, inovatoare de world music. Ca și în cele mai multe categorii încărcate de genuri "world", worldbeat nu este clar definit, cum sunt multe alte sub-genuri de muzică clasică world, cum ar fi folcul irlandez, Gamelan, sau Calypso. În general, familia ce se extinde continuu în sub-genurile muzicii etnice sub umbrela World Music, reprezintă o terminologie intrinsec nebuloasă, ce, în funcție de modul în care se interpretează un hibrid particular de World Music, ajunge să fie interschimbabilă în mod semnificativ. Worldbeat definește un hibrid ca ceea ce poate fi trecut sub termenul generalizat de World Music, chiar dacă are o încrucișare proeminentă cu elementele muzicii pop occidentale.
Ca un gen etnic colorat, worldbeat este o parte a mișcării world music, ce influențează în mod constant muzica populară, în fiecare colț al globului. Acest lucru se datorează parțial înaintării producției muzicii digitale și disponibilității de sample-uri muzicale etnice de înaltă calitate pentru artiști și producători din domeniul artelor de înregistrare. Globalizarea texturii și a stilului între genurile muzicale autohtone și moderne a extins rapid domeniul de aplicare a muzicii populare a secolului 21, și continuă să remodeleze modul în care lumea definește numărul tot mai mare a genurilor concepute cu elemente world music.

## Artiști

### Artiști populari
David Byrne, M.I.A., Peter Gabriel, Sting, Paul Simon și Gotye

### Artiști World music / Ethnic fusion
Clannad, Enigma, Afro Celt Sound System, Värttinä, Dead Can Dance, Aomusic, Deep Forest, Zap Mama, Oumou Sangare, Karunesh, Han Hong.

### Artiști Indie
Ashwin Batish, Kirsty MacColl, Gang Gang Dance, NewVillager, Vampire Weekend și Yeasayer